# Sytuacja prawna i społeczna osób LGBT w Hiszpanii

Tęczowa flaga – symbol społeczności LGBT

Tęczowa flaga w kształcie Hiszpanii

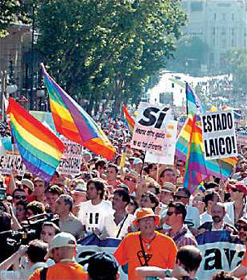
Parada równości w Madrycie

## Prawo wobec kontaktów homoseksualnych
W Hiszpanii osoby homoseksualne były szczególnie prześladowane w XVI wieku w okresie Świętej Inkwizycji, kiedy to karano ich przez kamienowanie lub kastracje. W XX wieku największe prześladowania miały miejsce w czasach dyktatury generała Francisco Franco od 1954 do 1975 roku. Na mocy Ley de vagos y maleantes homoseksualistów (głównie mężczyzn) zamykano w specjalnych więzieniach zwanych galerías de invertidos („galeria dewiantów”).
Dopiero w 1979 roku zaprzestano represji wobec osób homoseksualnych i zalegalizowano ostatecznie kontakty homoseksualne. W tym samym roku wiek dopuszczający kontakty homo- i heteroseksualne został zrównany.

## Ochrona prawna przed dyskryminacją
Prawo hiszpańskie gwarantuje zakaz dyskryminacji przez wzgląd na orientację seksualną w wielu dziedzinach życia w kodeksie karnym od 1995.
W Hiszpanii nie ma żadnych przepisów przyznających prawo azylu, szczególnie przez wzgląd na orientacje seksualną, jednak pierwsza sprawa, w której sąd przyznał takie prawo, miała miejsce w 2004.
Geje nie są wykluczeni ze służby wojskowej z powodu swojej orientacji seksualnej. Aktualnie w hiszpańskim prawie nie ma żadnych przepisów dyskryminujących gejów i lesbijki.
Osoby transpłciowe od 2007 roku nie są obowiązane do operacji korekcji płci aby ustanowić w metryce swoją właściwą tożsamość płciową.

## Uznanie związków osób tej samej płci
Hiszpania, jako trzeci kraj na świecie, w czerwcu 2005 roku (ustawa, podpisana przez króla Jana Karola I, weszła w życie od 3 lipca 2005), zalegalizowała prawdziwe małżeństwa homoseksualne, przyznając parom homoseksualnym identyczne prawa jakie mają pary heteroseksualne. Prawo to przyznało również możliwość adopcji dzieci przez pary tej samej płci. W ciągu pierwszego roku od wejścia ustawy w życie ok. 4,5 tys. par tej samej płci wzięło ślub.
Już kilka lat wcześniej (od 1998) większość hiszpańskich regionów zalegalizowało związki partnerskie, zarówno dla par hetero- jak i homoseksualnych, przyznając im część praw i obowiązków jak małżeństwa.
| Region            | Data legalizacji |
| ----------------- | ---------------- |
| Katalonia         | 1998             |
| Aragonia          | 1999             |
| Nawarra           | 2000             |
| Walencja          | 2001             |
| Madryt            | 2001             |
| Baleary           | 2001             |
| Andaluzja         | 2002             |
| Asturia           | 2002             |
| Estremadura       | 2003             |
| Kraj Basków       | 2003             |
| Wyspy Kanaryjskie | 2003             |

Hiszpania, uznaje również konkubinaty, w tym homoseksualne, przyznając takim parom od 1994 roku tylko kilka praw.

## Życie osóbLGBTw kraju
Hiszpanie należą do najbardziej liberalnych i tolerancyjnych społeczeństw na świecie.
Według sondażu Eurobarometr wykonanego na zlecenie UE w 2006 roku 56% Hiszpanów popiera zalegalizowane małżeństwa homoseksualne, a 43% prawa adopcyjne dla osób tej samej płci.
W 2006 roku wprowadzenie małżeństw homoseksualnych w Hiszpanii popierało 61% obywateli kraju, a przeciwnego zdania było 31% Hiszpanów.
W Hiszpanii funkcjonuje bardzo duża scena gejowska, z licznymi lokalami, zwłaszcza w Madrycie i Barcelonie, a także w każdym większym mieście. Równie liczną sceną gejowską dysponują nie tylko największe metropolie, ale i małe, „rajskie” miejscowości jak: Sitges, Ibiza, czy Benidorm, nad Morzem Śródziemnym. Ponadto działa tam wiele organizacji LGBT, wydawane są publikacje i organizowane parady gejów i lesbijek. Największa z nich odbywa się w Madrycie, gromadząc co roku po kilkaset tysięcy do miliona osób (w 2007 roku na Europride 2-2,5 miliona). Ponadto działają tam dwa kanały telewizyjne o tematyce homoseksualnej.
Hiszpanie są społeczeństwem w dużej mierze katolickim (76%), mimo to wpływy Kościoła katolickiego na życie społeczne są małe. Tym niemniej Kościół wyraża mocny sprzeciw wobec ustawy legalizującej małżeństwa homoseksualne. Z drugiej strony hiszpański Kościół katolicki nie wyrażał sprzeciwu wobec legalizacji związków partnerskich (taką opcję zamiast małżeństw proponowali konserwatyści z PP), co podkreślano wielokrotnie podczas przemówień tamtejszych hierarchów Kościoła.